# Mississippi mud pie

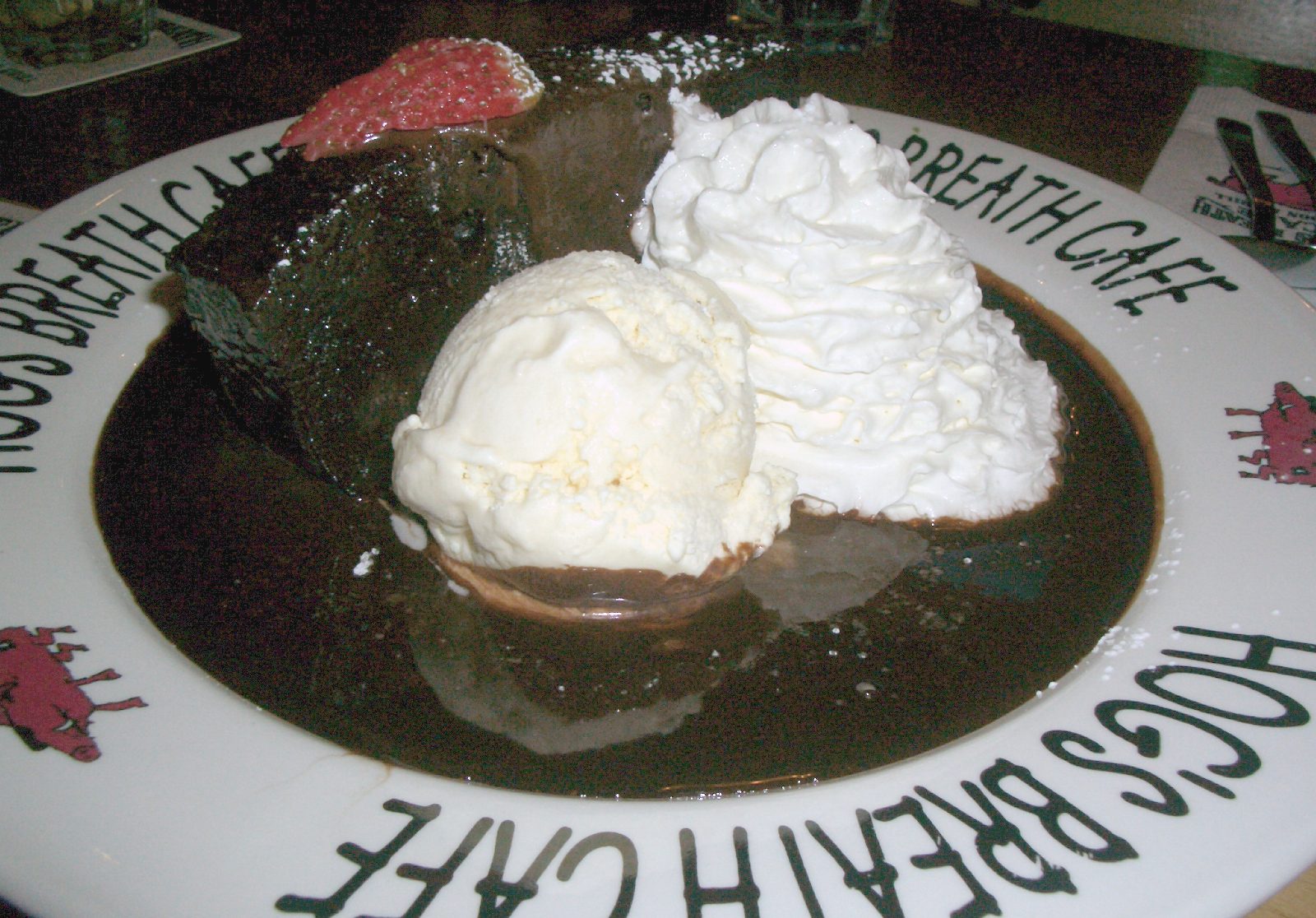
Bánh mud pie

Mississippi mud pie là một loại bánh tráng miệng làm bằng sô cô la có khả năng có nguồn gốc từ tiểu bang Mississippi, Hoa Kỳ. The treat contains a gooey chocolate filling on top of a crumbly chocolate crust. Bánh này thường được ăn với kem. Dù bánh Mississippi mud pie ban đầi có liên quan đến ẩm thực Nam Hoa Kỳ, món này lại có tiếng tăm quốc tế, phần lớn nhờ số lượng tuyệt đối sô cô la trong mỗi khẩu phần bánh. Cái tên "bánh bùn Mississippi" xuất phát từ hình dạng bánh tương tự như hai bờ sông Mississippi. Người ta tin rằng món ăn này được tạo ra bởi các đầu bếp nhà sau khi thế chiến II vì nó được làm bằng nguyên liệu đơn giản mà có thể được tìm thấy ở siêu thị nào và không đòi hỏi các công cụ nấu ăn bất kỳ đặc biệt.